# Binomiális együtthatók listája
Ez a lista azokat a binomiális együtthatókat tartalmazza, ahol n ≤ 27. 
A hiányzó oszlopok értékei (ahol 13 < k ≤ 27) az {\displaystyle {\tbinom {n}{k}}={\tbinom {n}{n-k}}} összefüggés alapján meghatározhatók.
| {\displaystyle \left(n\right)} | {\displaystyle \left({\frac {n}{0}}\right)} | {\displaystyle \left({\frac {n}{1}}\right)} | {\displaystyle \left({\frac {n}{2}}\right)} | {\displaystyle \left({\frac {n}{3}}\right)} | {\displaystyle \left({\frac {n}{4}}\right)} | {\displaystyle \left({\frac {n}{5}}\right)} | {\displaystyle \left({\frac {n}{6}}\right)} | {\displaystyle \left({\frac {n}{7}}\right)} | {\displaystyle \left({\frac {n}{8}}\right)} | {\displaystyle \left({\frac {n}{9}}\right)} | {\displaystyle \left({\frac {n}{10}}\right)} | {\displaystyle \left({\frac {n}{11}}\right)} | {\displaystyle \left({\frac {n}{12}}\right)} | {\displaystyle \left({\frac {n}{13}}\right)} |
| ------------------------------ | ------------------------------------------- | ------------------------------------------- | ------------------------------------------- | ------------------------------------------- | ------------------------------------------- | ------------------------------------------- | ------------------------------------------- | ------------------------------------------- | ------------------------------------------- | ------------------------------------------- | -------------------------------------------- | -------------------------------------------- | -------------------------------------------- | -------------------------------------------- |
| 1                              | 1                                           | 1                                           |                                             |                                             |                                             |                                             |                                             |                                             |                                             |                                             |                                              |                                              |                                              |                                              |
| 2                              | 1                                           | 2                                           | 1                                           |                                             |                                             |                                             |                                             |                                             |                                             |                                             |                                              |                                              |                                              |                                              |
| 3                              | 1                                           | 3                                           | 3                                           | 1                                           |                                             |                                             |                                             |                                             |                                             |                                             |                                              |                                              |                                              |                                              |
| 4                              | 1                                           | 4                                           | 6                                           | 4                                           | 1                                           |                                             |                                             |                                             |                                             |                                             |                                              |                                              |                                              |                                              |
| 5                              | 1                                           | 5                                           | 10                                          | 10                                          | 5                                           | 1                                           |                                             |                                             |                                             |                                             |                                              |                                              |                                              |                                              |
| 6                              | 1                                           | 6                                           | 15                                          | 20                                          | 15                                          | 6                                           | 1                                           |                                             |                                             |                                             |                                              |                                              |                                              |                                              |
| 7                              | 1                                           | 7                                           | 21                                          | 35                                          | 35                                          | 21                                          | 7                                           | 1                                           |                                             |                                             |                                              |                                              |                                              |                                              |
| 8                              | 1                                           | 8                                           | 28                                          | 56                                          | 70                                          | 56                                          | 28                                          | 8                                           | 1                                           |                                             |                                              |                                              |                                              |                                              |
| 9                              | 1                                           | 9                                           | 36                                          | 84                                          | 126                                         | 126                                         | 84                                          | 36                                          | 9                                           | 1                                           |                                              |                                              |                                              |                                              |
| 10                             | 1                                           | 10                                          | 45                                          | 120                                         | 210                                         | 252                                         | 210                                         | 120                                         | 45                                          | 10                                          | 1                                            |                                              |                                              |                                              |
| 11                             | 1                                           | 11                                          | 55                                          | 165                                         | 330                                         | 462                                         | 462                                         | 330                                         | 165                                         | 55                                          | 11                                           | 1                                            |                                              |                                              |
| 12                             | 1                                           | 12                                          | 66                                          | 220                                         | 495                                         | 792                                         | 924                                         | 792                                         | 495                                         | 220                                         | 66                                           | 12                                           | 1                                            |                                              |
| 13                             | 1                                           | 13                                          | 78                                          | 286                                         | 715                                         | 1287                                        | 1716                                        | 1716                                        | 1287                                        | 715                                         | 286                                          | 78                                           | 13                                           | 1                                            |
| 14                             | 1                                           | 14                                          | 91                                          | 364                                         | 1001                                        | 2002                                        | 3003                                        | 3432                                        | 3003                                        | 2002                                        | 1001                                         | 364                                          | 91                                           | 14                                           |
| 15                             | 1                                           | 15                                          | 105                                         | 455                                         | 1365                                        | 3003                                        | 5005                                        | 6435                                        | 6435                                        | 5005                                        | 3003                                         | 1365                                         | 455                                          | 105                                          |
| 16                             | 1                                           | 16                                          | 120                                         | 560                                         | 1820                                        | 4368                                        | 8008                                        | 11440                                       | 12870                                       | 11440                                       | 8008                                         | 4368                                         | 1820                                         | 560                                          |
| 17                             | 1                                           | 17                                          | 136                                         | 680                                         | 2380                                        | 6188                                        | 12376                                       | 19448                                       | 24310                                       | 24310                                       | 19448                                        | 12376                                        | 6188                                         | 2380                                         |
| 18                             | 1                                           | 18                                          | 153                                         | 816                                         | 3060                                        | 8568                                        | 18564                                       | 31824                                       | 43758                                       | 48620                                       | 43758                                        | 31824                                        | 18564                                        | 8568                                         |
| 19                             | 1                                           | 19                                          | 171                                         | 969                                         | 3876                                        | 11628                                       | 27132                                       | 50388                                       | 75582                                       | 92378                                       | 92378                                        | 75582                                        | 50388                                        | 27132                                        |
| 20                             | 1                                           | 20                                          | 190                                         | 1140                                        | 4845                                        | 15504                                       | 38760                                       | 77520                                       | 125970                                      | 167960                                      | 184756                                       | 167960                                       | 125970                                       | 77520                                        |
| 21                             | 1                                           | 21                                          | 210                                         | 1330                                        | 5985                                        | 20349                                       | 54264                                       | 116280                                      | 203490                                      | 293930                                      | 352716                                       | 352716                                       | 293930                                       | 203490                                       |
| 22                             | 1                                           | 22                                          | 231                                         | 1540                                        | 7315                                        | 26334                                       | 74613                                       | 170544                                      | 319770                                      | 497420                                      | 646646                                       | 705432                                       | 646646                                       | 497420                                       |
| 23                             | 1                                           | 23                                          | 253                                         | 1771                                        | 8855                                        | 33649                                       | 100947                                      | 245157                                      | 490314                                      | 817190                                      | 1144066                                      | 1352078                                      | 1352078                                      | 1144066                                      |
| 24                             | 1                                           | 24                                          | 276                                         | 2024                                        | 10626                                       | 42504                                       | 134596                                      | 346104                                      | 735471                                      | 1307504                                     | 1961256                                      | 2496144                                      | 2704156                                      | 2496144                                      |
| 25                             | 1                                           | 25                                          | 300                                         | 2300                                        | 12650                                       | 53130                                       | 177100                                      | 480700                                      | 1081575                                     | 2042975                                     | 3268760                                      | 4457400                                      | 5200300                                      | 5200300                                      |
| 26                             | 1                                           | 26                                          | 325                                         | 2600                                        | 14950                                       | 65780                                       | 230230                                      | 657800                                      | 1562275                                     | 3124550                                     | 5311735                                      | 7726160                                      | 9657700                                      | 10400600                                     |
| 27                             | 1                                           | 27                                          | 351                                         | 2925                                        | 17550                                       | 80730                                       | 296010                                      | 888030                                      | 2220075                                     | 4686825                                     | 8436285                                      | 13037895                                     | 17383860                                     | 20058300                                     |